# Discografia di Will Smith
La discografia di Will Smith, attore e rapper statunitense, è formata da 4 album in studio, 1 compilation e 18 singoli, distribuiti sul mercato internazionale dal 1997 al 2025. Precedentemente Smith aveva preso parte al duo DJ Jazzy Jeff & The Fresh Prince, in attività dal 1986 al 1994, con il quale ha pubblicato 5 album e 14 singoli.

## Album in studio
| Anno                                                          | Titolo                | Classifiche  | Classifiche  | Classifiche | Classifiche | Classifiche | Classifiche | Classifiche | Classifiche | Classifiche | Classifiche | Certificazioni                                     |
| Anno                                                          | Titolo                | US Billboard | US Billboard | AUT         | CAN         | FRA         | GER         | NED         | NZ          | SWI         | UK          | Certificazioni                                     |
| Anno                                                          | Titolo                | Top 200      | R&B/Rap      | AUT         | CAN         | FRA         | GER         | NED         | NZ          | SWI         | UK          | Certificazioni                                     |
| ------------------------------------------------------------- | --------------------- | ------------ | ------------ | ----------- | ----------- | ----------- | ----------- | ----------- | ----------- | ----------- | ----------- | -------------------------------------------------- |
| 1997                                                          | Big Willie Style      | 8            | 1            | 9           | 14          | 5           | 20          | 9           | 17          | 21          | 9           | - RIAA: 9 platino - BPI: 2 platino - MC: 6 platino |
| 1999                                                          | Willennium            | 5            | 8            | 28          | 6           | 20          | 20          | 26          | 28          | 16          | 10          | - RIAA: 2 platino - BPI: Platino - MC: 2 platino   |
| 2002                                                          | Born to Reign         | 13           | 13           | —           | —           | 61          | 19          | —           | 39          | 17          | 24          | - RIAA: Oro                                        |
| 2005                                                          | Lost and Found        | 6            | 4            | 44          | 8           | 103         | 14          | 76          | —           | 35          | 15          | - RIAA: Oro - BPI: Argento                         |
| 2025                                                          | Based on a True Story |              |              |             |             |             |             |             |             |             |             |                                                    |
| il simbolo "—" indica che l'album non è entrato in classifica |                       |              |              |             |             |             |             |             |             |             |             |                                                    |

## Raccolte
| Anno | Titolo        | Classifiche | Certificazioni |
| Anno | Titolo        | UK          | Certificazioni |
| ---- | ------------- | ----------- | -------------- |
| 2002 | Greatest Hits | 82          | - BPI: Oro     |

## Album video
| Anno | Titolo                                | Classifiche |
| Anno | Titolo                                | UK          |
| ---- | ------------------------------------- | ----------- |
| 1999 | The Will Smith Music Video Collection | 25          |

## Singoli
| Anno | Titolo                                                           | Classifiche  | Classifiche  | Classifiche | Classifiche | Classifiche | Classifiche | Classifiche | Classifiche | Classifiche | Classifiche | Certificazioni                         | Album                                      |
| Anno | Titolo                                                           | US Billboard | US Billboard | AUS         | AUT         | GER         | NED         | NZ          | SWE         | SWI         | UK          | Certificazioni                         | Album                                      |
| Anno | Titolo                                                           | Hot 100      | R&B/Rap      | AUS         | AUT         | GER         | NED         | NZ          | SWE         | SWI         | UK          | Certificazioni                         | Album                                      |
| ---- | ---------------------------------------------------------------- | ------------ | ------------ | ----------- | ----------- | ----------- | ----------- | ----------- | ----------- | ----------- | ----------- | -------------------------------------- | ------------------------------------------ |
| 1997 | Men in Black                                                     | —            | —            | 1           | 2           | 1           | 2           | 1           | 2           | 1           | 1           | - BPI: Platino - BVMI: 3 oro           | Big Willie Style / Men in Black: The Album |
| 1997 | Just Cruisin'                                                    | —            | —            | —           | 37          | 27          | 45          | —           | 7           | 32          | 23          |                                        | Big Willie Style / Men in Black: The Album |
| 1998 | Gettin' Jiggy wit It                                             | 1            | 6            | 6           | 26          | 18          | 7           | 6           | 4           | 12          | 3           | - RIAA: Oro - BPI: Oro                 | Big Willie Style                           |
| 1998 | Just the Two of Us                                               | 20           | 17           | 27          | —           | 81          | 46          | 6           | 53          | —           | 2           | - BPI: Argento                         | Big Willie Style                           |
| 1998 | Miami                                                            | 17           | 73           | 27          | 5           | 12          | 10          | 4           | 5           | 4           | 3           | - BPI: Platino                         | Big Willie Style                           |
| 1999 | Wild Wild West (feat. Dru Hill e Kool Moe Dee)                   | 1            | 3            | 8           | 5           | 3           | 2           | 2           | 4           | 2           | 2           | - RIAA: Oro - BPI: Argento - BVMI: Oro | Willennium / Wild Wild West                |
| 1999 | Will 2K (feat. K-Ci)                                             | 25           | 66           | 3           | —           | 40          | 11          | 6           | 16          | 23          | 2           | - BPI: Argento                         | Willennium                                 |
| 2000 | Freakin' It                                                      | 99           | 77           | —           | —           | 70          | 60          | —           | —           | 44          | 15          |                                        | Willennium                                 |
| 2002 | Black Suits Comin' (Nod Ya Head) (feat. Trā-Knox)                | 77           | 92           | 18          | 7           | 4           | 53          | 30          | 10          | 5           | 3           |                                        | Born to Reign / Men in Black II            |
| 2002 | 1000 Kisses (feat. Jada Pinkett Smith)                           | —            | —            | —           | —           | 61          | —           | —           | —           | 44          | —           |                                        | Born to Reign                              |
| 2005 | Switch                                                           | 7            | —            | 1           | 7           | 4           | 3           | 3           | —           | 13          | 4           | - RIAA: Oro - BPI: Argento             | Lost and Found                             |
| 2005 | Party Starter                                                    | —            | —            | 33          | 62          | 40          | 44          | 35          | —           | 26          | 19          |                                        | Lost and Found                             |
| 2017 | Get Lit                                                          | —            | —            | —           | —           | —           | —           | —           | —           | —           | —           |                                        | /                                          |
| 2020 | Will (Remix) (con Joyner Lucas)                                  | —            | —            | —           | —           | —           | —           | —           | —           | —           | —           |                                        | /                                          |
| 2024 | You Can Make It (con Fridayy e Sunday Service Choir)             | —            | —            | —           | —           | —           | —           | —           | —           | —           | —           |                                        | Based on a True Story                      |
| 2024 | Work of Art (con Russ feat. Jaden)                               | —            | —            | —           | —           | —           | —           | —           | —           | —           | —           |                                        | Based on a True Story                      |
| 2024 | Tantrum (feat. Joyner Lucas)                                     | —            | —            | —           | —           | —           | —           | —           | —           | —           | —           |                                        | Based on a True Story                      |
| 2025 | Beautiful Scars (feat. Big Sean e OBanga)                        | —            | —            | —           | —           | —           | —           | —           | —           | —           | —           |                                        | Based on a True Story                      |
| 2025 | il simbolo "—" indica che il singolo non è entrato in classifica |              |              |             |             |             |             |             |             |             |             |                                        |                                            |

### Collaborazioni
| Anno                                                             | Titolo                                                | Classifiche | Classifiche | Classifiche | Classifiche | Classifiche | Classifiche | Classifiche | Certificazioni | Album        |
| Anno                                                             | Titolo                                                | FRA         | GER         | NED         | NZ          | SWE         | SWI         | UK          | Certificazioni | Album        |
| ---------------------------------------------------------------- | ----------------------------------------------------- | ----------- | ----------- | ----------- | ----------- | ----------- | ----------- | ----------- | -------------- | ------------ |
| 1999                                                             | Boy You Knock Me Out (Tatyana Ali feat. Will Smith)   | 32          | —           | 77          | 12          | —           | —           | 3           | - BPI: Argento | Kiss the Sky |
| 2018                                                             | Live It Up (Nicky Jam feat. Will Smith e Era Istrefi) | 42          | 21          | 29          | —           | 24          | 32          | —           |                | /            |
| 2018                                                             | Está Rico (Marc Anthony feat. Will Smith e Bad Bunny) | —           | —           | —           | —           | —           | —           | —           |                | /            |
| il simbolo "—" indica che il singolo non è entrato in classifica |                                                       |             |             |             |             |             |             |             |                |              |